# 2022-es Fiatal Zenészek Eurovíziója
A 2022-es Fiatal Zenészek Eurovíziója volt a huszadik Fiatal Zenészek Eurovíziója. Franciaországban rendezték meg, a pontos helyszín a Montpellierben található Corum volt. Az Eurovíziós Dalfesztivállal ellenben itt nem az előző évi győztes rendez, hanem pályázni kell a rendezés jogára. A 2018-as verseny az orosz Ivan Besszonov győzelmével zárult, aki egy zongoraversenyművet adott elő.
A 2020-as Fiatal Zenészek Eurovíziója az Európában a verseny tervezett idejében tomboló Covid19-pandémia miatt elmaradt.
Eredetileg 8 ország erősítette meg a részvételét a rendezvényre, beleértve a házigazda Franciaországot, mely tíz kihagyott verseny után tért vissza. Ugyancsak visszatért két kihagyott verseny után Ausztria és a 2020-ban távolmaradni szándékozó Belgium is. A 2020-as versenyen indulni szándékozó országok közül nem vett részt azonban Észtország, Görögország és Málta, debütálása óta először Szlovénia, valamint Ukrajna sem, mely a 2020-as versenyen visszatérőként lett volna jelen. Eredetileg Horvátország is visszalépett volna debütálása óta először, 2022. június 13-án azonban hivatalossá vált, hogy az ország mégis jelen lesz a versenyen. Így végül 9 ország alkotta a 2022-es Fiatal Zenészek Eurovíziója mezőnyét.

## A helyszín és a verseny
2022. január 30-án derült ki, hogy az elmaradt 2020-as verseny házigazdája, Horvátország nem vállalja a 2022-es Fiatal Zenészek Eurovíziója rendezését.
2022. február 3-án vált hivatalossá, hogy a versenynek a franciaországi Montpellier ad otthont. Ez volt az első alkalom, hogy a Fiatal Zenészek Eurovízióját Franciaországban rendezték meg. A helyszín a Corum volt, mely egy 6000 m² alapterületű konferencia-központnak és a 2000 fő befogadására képes Opéra Berlioz operaháznak egyaránt otthont ad.
A verseny a Festival Radio France Occitanie Montpellier elnevezésű zenei rendezvénysorozat keretein belül, eredetileg a francia és a lengyel köztelevízió által közösen, végül csak a francia műsorsugárzók által került megrendezésre.
A rendezvény házigazdái Judith Chaine francia drámaírónő és Vincent Delbushaye belga rádiós műsorvezető voltak.
| Franciaország Montpellier |

## A résztvevők
2022. február 21-én tették közzé a résztvevők hivatalos listáját. Tíz kihagyott verseny után tért vissza a házigazda Franciaország, mely utoljára a 2000-es Fiatal Zenészek Eurovízióján vett részt. Két kihagyott év után szerepelt ismét Ausztria, valamint 2018 után ismét jelen volt a versenyen Belgium, mely a 2020-as elmaradt versenyre nem tervezett indulót küldeni.
Szlovénia az 1994-es debütálása óta első alkalommal nem vett részt. Ugyancsak távol maradt a versenytől a 2020-ban még indulni szándékozó Észtország, Görögország és Málta, valamint Ukrajna, mely 2020-ban visszatérőként lett volna jelen a versenyen.
A 2018-as Fiatal Zenészek Eurovíziója indulói közül Albánia, a házigazda Egyesült Királyság, Izrael, Magyarország, a győztes Oroszország, valamint San Marino és Spanyolország nem képviseltették magukat Montpellierben.
Így összesen 8 ország vett volna részt a 2022-es versenyen, 2022. június 13-án azonban hivatalossá vált, hogy az eredetileg visszalépni szándékozó Horvátország is csatlakozik a mezőnyhöz.
Így végül 9 ország képviseltette magát Montpellierben, mely a Fiatal Zenészek Eurovíziója történetének legalacsonyabb létszáma volt.
A horvát versenyző, Ivan Petrović-Poljak 2020-ban képviselte volna országát, a verseny azonban a Covid19-pandémia miatt elmaradt.

### Visszatérő előadók
| Előadó               | Ország       | Előző év(ek)              |
| -------------------- | ------------ | ------------------------- |
| Ivan Petrović-Poljak | Horvátország | 2020 (elmaradt a verseny) |

### Nemzeti válogatók
| Ország        | Választás módszere | Válogatóműsor                             | Közvetítő csatorna                        | Kiválasztás / Bemutatás dátuma | Kiválasztás / Bemutatás dátuma |
| Ország        | Választás módszere | Válogatóműsor                             | Közvetítő csatorna                        | Előadó                         | Zenemű                         |
| ------------- | ------------------ | ----------------------------------------- | ----------------------------------------- | ------------------------------ | ------------------------------ |
| Ausztria      | belső kiválasztás  | Nem rendeztek válogató- és bemutatóműsort | Nem rendeztek válogató- és bemutatóműsort | 2022. március 29.              | 2022. július 13.               |
| Belgium       | belső kiválasztás  | Nem rendeztek válogató- és bemutatóműsort | Nem rendeztek válogató- és bemutatóműsort | 2022. március 29.              | 2022. július 13.               |
| Csehország    | belső kiválasztás  | Nem rendeztek válogató- és bemutatóműsort | Nem rendeztek válogató- és bemutatóműsort | 2022. június 6.                | 2022. július 13.               |
| Franciaország | belső kiválasztás  | Nem rendeztek válogató- és bemutatóműsort | Nem rendeztek válogató- és bemutatóműsort | 2022. március 28.              | 2022. július 13.               |
| Horvátország  | belső kiválasztás  | Nem rendeztek válogató- és bemutatóműsort | Nem rendeztek válogató- és bemutatóműsort | 2022. június 13.               | 2022. július 13.               |
| Lengyelország | nemzeti döntő      | Młody Muzyk Roku                          | TVP Kultura                               | 2022. május 2.                 | 2022. július 13.               |
| Németország   | belső kiválasztás  | Nem rendeztek válogató- és bemutatóműsort | Nem rendeztek válogató- és bemutatóműsort | 2022. június 13.               | 2022. július 13.               |
| Norvégia      | nemzeti döntő      | Virtuos                                   | NRK1, NRK Klassisk                        | 2022. április 3.               | 2022. július 13.               |
| Svédország    | nemzeti döntő      | Polstjärnepriset                          | Nem volt televíziós közvetítés            | 2022. március 27.              | 2022. július 13.               |

## Zsűri
2022. július 5-én jelentették be a verseny zsűrijét.
- Mūza Rubackytė – zongoraművész, zsűrielnök
- Tedi Papavrami – hegedűművész
- Christian-Pierre La Marca – csellista
- Jean-Pierre Rousseau – a Festival Radio France Montpellier igazgatója
- Nora Cismondi – oboaművész

## Döntő
A döntőt 2022. július 23-án rendezték meg kilenc ország részvételével. A végső döntést a nemzetközi, szakmai zsűri hozta meg.
| #  | Ország        | Zenész                          | Hangszer | Darab (Szerző)                                                                                        | Helyezés |
| -- | ------------- | ------------------------------- | -------- | --- | -------- |
| 01 | Horvátország  | Ivan Petrović-Poljak            | zongora  | Piano Concerto No. 1 in E flat minor (Liszt Ferenc)                                                   | —        |
| 02 | Franciaország | Maxime Grizard                  | hegedű   | Concerto for cello (Antonín Dvořák)                                                                   | —        |
| 03 | Lengyelország | Milena Pioruńska                | hegedű   | Violin Concerto No. 2 in D minor, Op. 22 (Henryk Wieniawski)                                          | —        |
| 04 | Németország   | Philipp Schupelius              | cselló   | Pezzo Capriccioso, Op. 62 (Pjotr Csajkovszkij)                                                        | 2.       |
| 05 | Ausztria      | Alexander Svetnitsky-Ehrenreich | klarinét | Concerto No. 2 for clarinet in E flat major, 3rd movement „Alla Polacca” (Carl Maria von Weber)       | —        |
| 06 | Norvégia      | Alma Serafin Kraggerud          | hegedű   | Introduction and Rondo Capriccioso Op. 28 (Camille Saint-Saëns)                                       | 3.       |
| 07 | Belgium       | Thaïs Defoort                   | cselló   | Cello concerto in E minor Op. 85 1st movement (Edward Elgar)                                          | —        |
| 08 | Svédország    | Lukas Flink                     | harsona  | Trombone Concerto – 1st movement, Andante and Scherzo-Valse (Henri Tomasi)                            | —        |
| 09 | Csehország    | Daniel Matejča                  | hegedű   | Violin Concerto No. 1 3rd and 4th movements Cadenza, Allegro con brio – Presto (Dmitrij Sosztakovics) | 1.       |

## Térkép

Országok, melyek már megnevezték az indulójukat
Országok, melyek már jelezték, hogy részt vesznek
Országok, melyek korábban részt vettek, de ebben az évben nem

## Közvetítés
| Ország        | Kommentátor      | Közvetítő csatorna         | Közvetítés napja          |
| ------------- | ---------------- | -------------------------- | ------------------------- |
| Belgium       | Kommentár nélkül | La Trois, Musiq'3          | 2022. július 23. (élőben) |
| Csehország    | Jiří Vejvoda     | ČT art                     | 2022. július 23. (élőben) |
| Franciaország | Kommentár nélkül | France Musique, Culturebox | 2022. július 23. (élőben) |
| Horvátország  | Ivana Kocelj     | HRT 3                      | 2022. július 23. (élőben) |
| Lengyelország | N/A              | TVP Kultura                | 2022. július 23. (élőben) |
| Norvégia      | Aril Erikstad    | NRK1                       | 2022. július 23. (élőben) |
| Ausztria      | Teresa Vogl      | ORF 2                      | 2022. július 24.          |
| Németország   | N/A              | WDR Fernsehen              | 2022. július 24.          |
| Svédország    | N/A              | SVT Play                   | 2022. július 29.          |
| Svédország    | N/A              | SVT 2                      | 2022. július 30.          |

## Lásd még
- 2022-es Eurovíziós Dalfesztivál
- 2022-es Junior Eurovíziós Dalfesztivál